# Puig Gros de Ternelles
El Puig Gros de Ternelles és una muntanya de Mallorca que té una altura de 838 m. Pertany al municipi de Pollença.